# Islamiska revolutionens kommittéer
Islamiska revolutionens kommittéer (Komitehāye Enqelābe Eslāmi) var en ordningsmakt i Iran mellan 1979 och 1991. Den lydde under inrikesministeriet. Dess uppgift var att upprätthålla de islamiska moralregler som hade införts efter revolutionen. Däribland det slöjtvång som hade införts 1981. Det grundades som en av Iranska revolutionens organisationer efter revolutionen 1979 och förenades 1991 med Shahrbani och Persiska gendarmieriet för att forma Islamiska republiken Irans ordningsmakt (FARAJA), som senare i sin tur delades upp i flera enheter, bland dem Irans moralpolis